# Skiflug-Weltmeisterschaft 1986
Die 9. Skiflug-Weltmeisterschaft wurde vom 5. bis zum 9. März 1986 auf der Skiflugschanze am Kulm im österreichischen Tauplitz ausgetragen. Nach 1975 fand die WM zum zweiten Mal in der Steiermark statt. Die Weltmeisterschaften wurden nach einer Umdisponierung des Skisprung-Wettkampfkalenders erstmals seit 1972 wieder in einem geraden Jahr ausgetragen, um nicht mit den seit dem Vorjahr nunmehr in ungeraden Jahren stattfindenden Nordischen Skiweltmeisterschaften zu kollidieren.

## Favoriten
Im Vergleich zur letzten Weltmeisterschaft, die kaum ein Jahr her war, hatten sich die Vorzeichen erheblich geändert. Junge, leichte Springer drängten an die Spitze, mit Franz Neuländtner und Pekka Suorsa hatten zwei dieser Protagonisten auf der Vierschanzentournee nachhaltig ihr Können unter Beweis gestellt. Neuländtner war Gesamtzweiter geworden, Suorsa konnte einen Tagessieg für sich verbuchen. Hinzu gesellten sich der stabile Tourneesieger Ernst Vettori und sein Mannschaftskamerad Andreas Felder aus Österreich. Bei den Finnen, die ohne den Tourneedritten Jari Puikkonen angereist waren, war wieder mit Matti Nykänen zu rechnen. Der Weltmeister des Vorjahres war von der finnischen Mannschaftsführung wegen Disziplinlosigkeiten für die Vierschanzentournee nicht berücksichtigt worden. Diese Maßnahme zeigte anscheinend die erhoffte Wirkung, Nykänen gewann bis zur WM sechs der elf Weltcupspringen und stand bei den bis dahin einzigen Skiflug-Wettbewerben in Vikersund auf dem Treppchen. In Norwegen hatte Andreas Felder beide Wettbewerbe gewonnen. Nykänens Dauerrivale Jens Weißflog gelang hingegen vor der Tournee im Weltcup nur ein Podestplatz. Wenig Trainingssprünge infolge Schneemangels und ein generell sinkendes Niveau innerhalb der DDR-Skispringer taten ihr Übriges. So beendete der Vorjahressieger der Tournee die aktuelle Tournee auf Platz 23, Ex-Skiflugweltmeister Klaus Ostwald landete gar auf Platz 55. Zudem war Weißflog Ende Januar 1986 Vater geworden und knickte beim Hallenfußball am Tag vor dem ersten Springen um. Lediglich bei Ulf Findeisen war nach der ebenfalls schwachen Tournee mit einem Weltcup-Sieg in Oberwiesenthal ein Aufwärtstrend zu verzeichnen. Insgesamt gingen 50 Teilnehmer aus 15 Ländern, darunter auch Ungarn und Spanien, in die Wertung ein.
Für Diskussionen sorgte im Vorfeld der Umbau der Schanze, bei dem unter anderem 18.000 m³ Erde bewegt und das Schanzenprofil verändert wurde. Umstrittenes Ziel des Organisationskomitees um den einstigen Weltklassespringer Hubert Neuper war es, Sprünge über die damals noch unerreichte Marke von 200 m zu realisieren. Nachdem Matti Nykänen im Vorjahr in Planica 191 m gesprungen war, schien diese Weite möglich. Allerdings wurde dieses Ansinnen sowohl von der FIS als auch von den Springern damals eher kritisch gesehen.

## Modus
An beiden Wettkampftagen absolvierte jeder Teilnehmer drei Sprünge, von denen die zwei am besten bewerteten Sprünge in die Wertung eingingen.

## Ergebnisse

### Training
In den drei Trainingsdurchgängen erzielte der Österreicher Franz Neuländtner mit 188 m die größte Weite. Es folgten Nykänen (186 m), Suorsa (185 m) Felder (182 m) und Fijas mit 180 m.

### 1. Tag
Der Auftaktdurchgang verlief eher verhalten, mit je 158 m erzielten Neuländtner und Suorsa die größte Weite. Im zweiten Durchgang erzielte Nykänen nach schwachen 123 m im ersten Durchgang die Tagesbestweite von 183 m. Neuländtner und nun auch Andreas Felder sprangen nahe an die 170 m heran. Im letzten Durchgang gelang dem sich kontinuierlich steigernden Felder mit 176 m die zweitbeste Weite des Tages, was ihm die Führung vor seinem Mannschaftskameraden Franz Neuländtner einbrachte. Auf Platz vier lag hinter Ladislav Dluhoš der Pole Jan Kowal. Jens Weißflog belegte trotz Verletzung deb fünften Rang. Matti Nykänen lag vorerst nur auf Rang neun. Ebenfalls nur hintere Platzierungen erreichten Ernst Vettori (19.), Klaus Ostwald (27.) und Pavel Ploc (28.).
| Platz | Name              | Land             | Weiten (in m) | Punkte |
| ----- | ----------------- | ---------------- | ------------- | ------ |
| 01.   | Andreas Felder    | Österreich       | 117/168/176   | 369,5  |
| 02.   | Franz Neuländtner | Österreich       | 158/167/167   | 362,5  |
| 03.   | Ladislav Dluhoš   | Tschechoslowakei | 151/164/162   | 347,5  |
| 04.   | Jan Kowal         | Polen            | 137/160/161   | 339,5  |
| 05.   | Jens Weißflog     | DDR              | 136/165/152   | 338,5  |
|       | Tuomo Ylipulli    | Finnland         | 145/154/159   | 338,5  |
| 07.   | Thomas Klauser    | BR Deutschland   | 137/156/160   | 335,5  |
|       | Franz Wiegele     | Österreich       | 138/158/158   | 335,5  |
| 09.   | Steve Collins     | Kanada           | 136/157/155   | 332,0  |
|       | Matti Nykänen     | Finnland         | 123/183/131   | 332,0  |

### 2. Tag
Der zweite Sprungtag war von weiten Flügen geprägt, aber auch von schweren Stürzen. Der Japaner Masahiro Akimoto, ältester Teilnehmer im Wettbewerb, stürzte im ersten Durchgang und erlitt einen offenen Unterschenkelbruch. Im gleichen Durchgang stürzte auch Ulf Findeisen, Rolf Åge Berg folgte im zweiten Durchgang. Bei beiden Springern waren die Verletzungen glimpflicher, obwohl die Stürze ebenso schlimm aussahen. Etwas überraschend stand Thomas Klauser, seit einigen Jahren bester bundesdeutscher Springer, mit 176 m im ersten Durchgang die größte Weite. Dichtauf folgten aber schon Neuländtner (174 m) und Nykänen (173 m), während Felder mit 161 m im ersten Durchgang etwas abfiel. Dafür steigerte sich der Österreicher im zweiten Durchgang und egalisierte unter dem Jubel der 30.000 Zuschauer mit 191 m den Weltrekord von Nykänen aus dem Vorjahr. Der Finne sprang allerdings auch hervorragende 185 m und schob sich so nach vorn. Vierschanzentourneesieger Vettori hatte auf Anraten seines Auswahltrainers Paul Ganzenhuber zu diesem Zeitpunkt die Skier schon eingepackt, da er nach 149 m im ersten Durchgang keine Chancen auf eine vordere Platzierung mehr hatte. Pekka Suorsa zeigte mit 175 m im zweiten Durchgang auch sein gesteigertes Leistungsvermögen. Im letzten Durchgang gelang Franz Neuländtner mit 180 m nochmals ein Riesensatz, den Felder aber mit 175 m konterte. Nykänen schob sich mit 176 m auf den dritten Platz in der Tageswertung.
| Platz | Name              | Land             | Weiten      | Punkte |
| ----- | ----------------- | ---------------- | ----------- | ------ |
| 01.   | Andreas Felder    | Österreich       | 161/191/175 | 375,5  |
| 02.   | Franz Neuländtner | Österreich       | 174/179/180 | 368,0  |
| 03.   | Matti Nykänen     | Finnland         | 173/185/176 | 366,5  |
| 04.   | Piotr Fijas       | Polen            | 171/167/172 | 348,0  |
| 05.   | Pekka Suorsa      | Finnland         | 169/175/169 | 344,0  |
| 06.   | Tuomo Ylipulli    | Finnland         | 158/168/171 | 342,0  |
| 07.   | Thomas Klauser    | BR Deutschland   | 176/158/91  | 339,0  |
| 08.   | Franz Wiegele     | Österreich       | 158/174/156 | 337,5  |
| 09.   | Ladislav Dluhoš   | Tschechoslowakei | 157/165/168 | 333,5  |
| 10.   | Jens Weißflog     | DDR              | 149/165/165 | 332,5  |

## Gesamtergebnis
Der WM-Titel wurde erstmals von einem Athleten aus Gastgeberland gewonnen. Mit Einstellung des Weltrekordes gewann Andreas Felder seinen ersten Weltmeistertitel. Mannschaftskamerad Franz Neuländtner bestätigte seine gute Form der Vierschanzentournee mit dem Vizeweltmeistertitel. Matti Nykänen gewann nach schwachem Beginn mit einem starken zweiten Tag noch die Bronzemedaille und somit die dritte Medaille im Skifliegen in Folge. Vorjahresvizeweltmeister Jens Weißflog gelang angesichts seiner Verletzungsumstände noch ein guter neunter Platz. Zu den Geschlagenen im Feld gehörten Tourneegewinner Ernst Vettori (40.), Vorjahresdritter Pavel Ploc (22.), aber auch die restlichen Springer aus der DDR. Auch die Norweger blieben unter ihren Erwartungen, deren Bester, Trond Jøran Pedersen, belegte Platz elf.
| Platz | Name                 | Land             | Punkte  |
| ----- | -------------------- | ---------------- | ------- |
| 01.   | Andreas Felder       | Österreich       | 745,0   |
| 02.   | Franz Neuländtner    | Österreich       | 730,5   |
| 03.   | Matti Nykänen        | Finnland         | 698,5   |
| 04.   | Ladislav Dluhoš      | Tschechoslowakei | 681,0   |
| 05.   | Tuomo Ylipulli       | Finnland         | 680,5   |
| 06.   | Thomas Klauser       | BR Deutschland   | 674,5   |
| 07.   | Pekka Suorsa         | Finnland         | 673,0   |
|       | Franz Wiegele        | Österreich       | 673,0   |
| 09.   | Jens Weißflog        | DDR              | 671,0   |
| 10.   | Piotr Fijas          | Polen            | 656,5   |
| 11.   | Trond Jøran Pedersen | Norwegen         | 644,0   |
| 12.   | Jan Kowal            | Polen            | 641,5   |
| 13.   | Steve Collins        | Kanada           | 636,0   |
| 14.   | Didier Mollard       | Frankreich       | 635,0   |
| 15.   | Primož Ulaga         | Jugoslawien      | 632,5   |
| 16.   | Mika Kojonkoski      | Finnland         | 630,0   |
| 17.   | Andreas Bauer        | BR Deutschland   | 626,5   |
| 18.   | Vegard Opaas         | Norwegen         | 616,5   |
| 19.   | Miran Tepeš          | Jugoslawien      | 613,5   |
| 20.   | Holger Freitag       | DDR              | 610,5   |
| 21.   | Patric Dubiez        | Frankreich       | 587,0   |
| 22.   | Pavel Ploc           | Tschechoslowakei | 586,5   |
| 23.   | Ole Gunnar Fidjestøl | Norwegen         | 581,0   |
| 24.   | Klaus Ostwald        | DDR              | 580,5   |
| 25.   | Rick Mewborn         | USA              | 567,0   |
| 26.   | Frédéric Berger      | Frankreich       | 534,0   |
| 27.   | Antonio Lacedelli    | Italien          | 532,0   |
| 28.   | Janez Debelak        | Jugoslawien      | 530,0   |
| 29.   | Virginio Lunardi     | Italien          | 529,5   |
|       | Sandro Sambugaro     | Italien          | 529,5   |
| 31.   | Matjaž Debelak       | Jugoslawien      | 527,5   |
| 32.   | Martin Švagerko      | Tschechoslowakei | 522,0   |
| 33.   | Bernat Solà          | Spanien          | 515,0   |
| 34.   | Mike Holland         | USA              | 509,5   |
| 35.   | Zane Palmer          | USA              | 498,0   |
| 36.   | Robert Witke         | Polen            | 487,0   |
| 37.   | Mark Konopacke       | USA              | 485,0   |
| 38.   | Massimo Rigoni       | Italien          | 481,0   |
| 39.   | Rolf Schilli         | BR Deutschland   | 460,0,0 |
| 40.   | Ernst Vettori        | Österreich       | 458,5   |
| 41.   | László Fischer       | Ungarn           | 453,0   |
| 42.   | Chiharu Nishikata    | Japan            | 418,5   |
| 43.   | Jose Rivera          | Spanien          | 410,5   |
| 44.   | Rolf Åge Berg        | Norwegen         | 410,0   |
| 45.   | Akira Satō           | Japan            | 396,5   |
| 46.   | Yasuhide Miyazaki    | Japan            | 377,0   |
| 47.   | Ulf Findeisen        | DDR              | 350,0   |
| 48.   | Masahiro Akimoto     | Japan            | 286,5   |
| 49.   | Wolfgang Steiert     | BR Deutschland   | 189,0   |
| 50.   | Jiří Parma           | Tschechoslowakei | 141,0   |